# Тараз (Вірменський національний костюм)

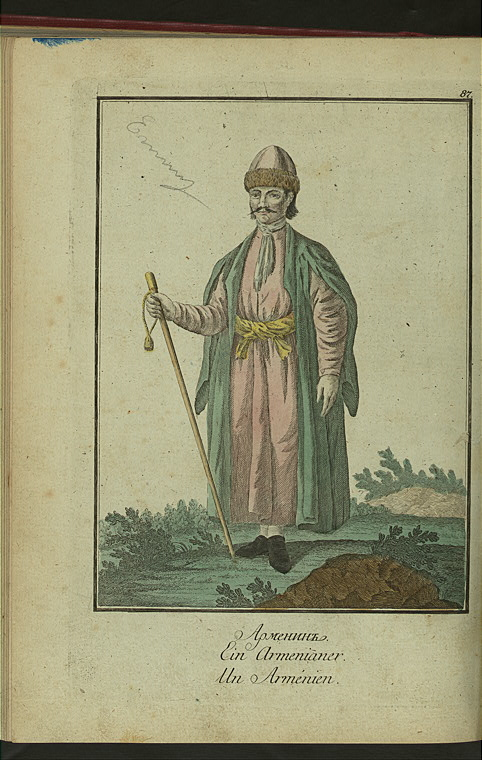
Вірменин 1781

Вірменський національний костюм вірм. Տարազ (укр. Тараз) 

## Чоловічий костюм
Сорочки носили без коміра.
По сорочці носили східного покрою вбрання, з простих або шовкових тканин 7довжиною не довше колін. Таке підкафтання мало багато дрібних ґудзиків. По боках підкаптання мало розрізи та поли заходили одна на одну. Підкаптання мало довгі широкі рукави, які закінчувалися гострим кутом та були внизу розрізані. 
По підкаптанню носили довгі кафтани з тонкого сукна. Зверху кафтани не защіпались, їх носили так, щоб було видно підкафтання. Кафтан та підкафтання обшивалось низом металевим золотої фарби шнурком. По кафтані пов'язували шовковий пояс. На шию взимку пов'язували хустину.
Штани носили довгі, до штанів носили панчохи вив'язані або зшиті. 
На ногах носили напівчоботи або також черевики з гострими носами. Шапки носили високі, з опушкою з овчини, шириною з долоню. 
Чоловіки носили вуса, а волосся на чолі підстригали.

## Жіночий костюм

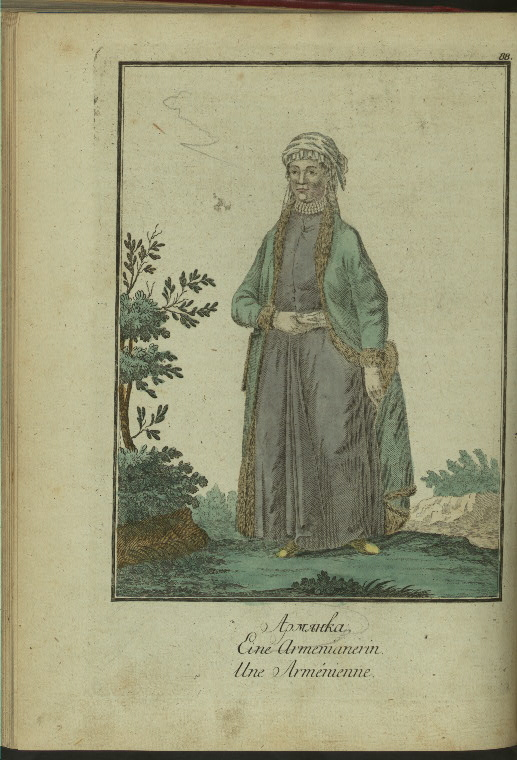

Жінки та дівчата одягалися однаково в сорочки, штани, панчохи, черевики як і чоловіки. 
Влітку вони носили шовкові панчохи та черевики з сап'яну. 
Жіночий одяг складався з трьох прошарків. Нижній одяг був довжиною до колін, його не було видно. 
Середній одяг був довгим до ступнів, облягаючим, з вузькими рукавами, від стану мав збори. Спереду мав ряд дрібних ґудзиків і вишиті петельки. По цьому одяг пов'язували шовковий або вишитий пояс або гаптований ремінець, прикрашений дорогоцінним камінням. 
Верхній одяг був подібний до чоловічого, довжиною до середини гомілки. Всі ці вбрання були з шовкового або ін. легких тканин, прикрашені часто металевим золотим шнурком. Верхнє вбрання мало опушку з хутра. 
На шиї носять золоті або срібні ланцюжки, або нитку перлів, привішуючи до них золоті монети. З боків скронь випускають локони. На голові носять вкриття, яке спадає на спину. 
Багато жінок рум'янили лиця, для волосся та брів використовували чорну помаду, для очей використовували чорний порошок, який вдували в очі для чорноти. Нігті фарбували хною з Персії.

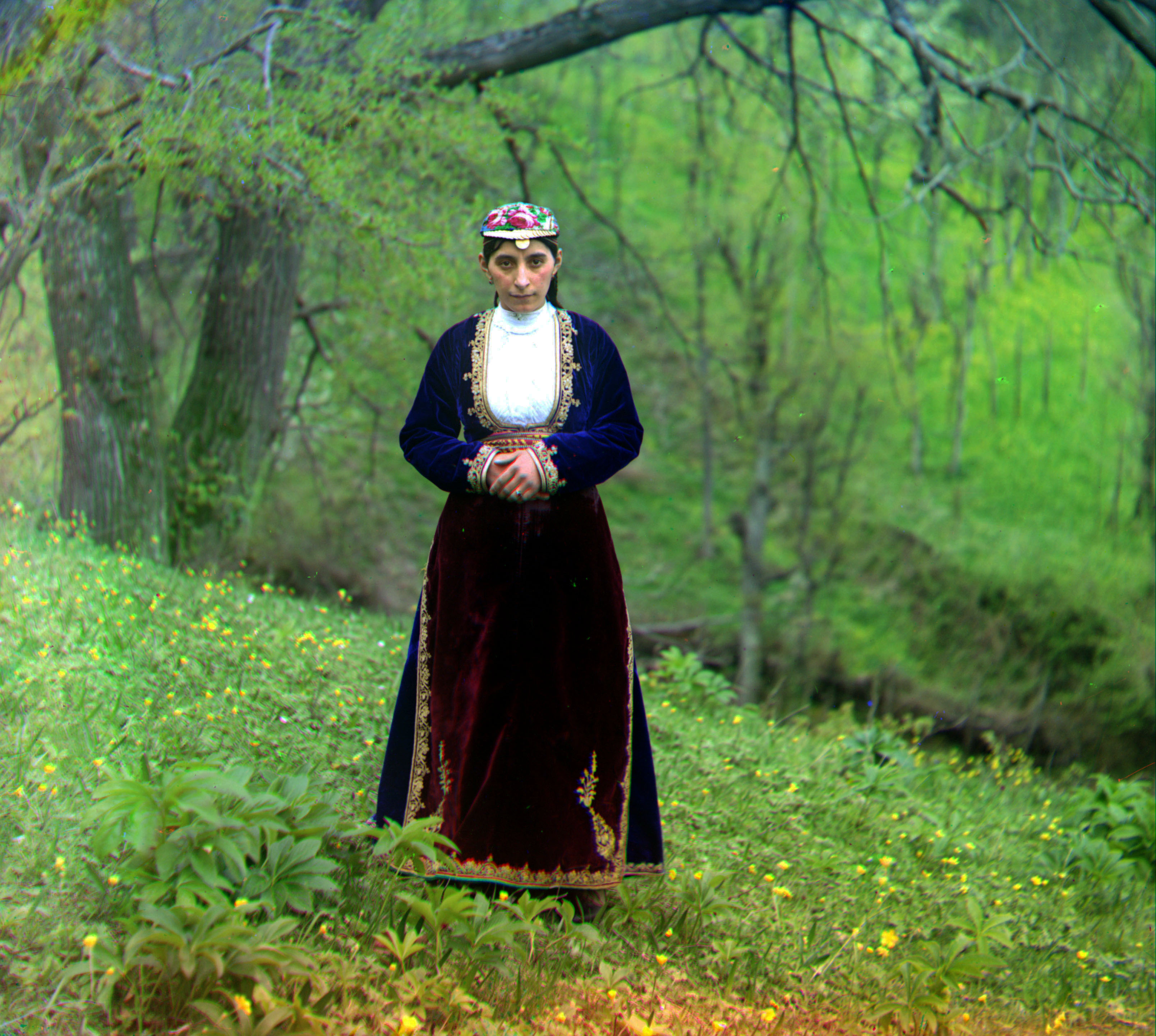
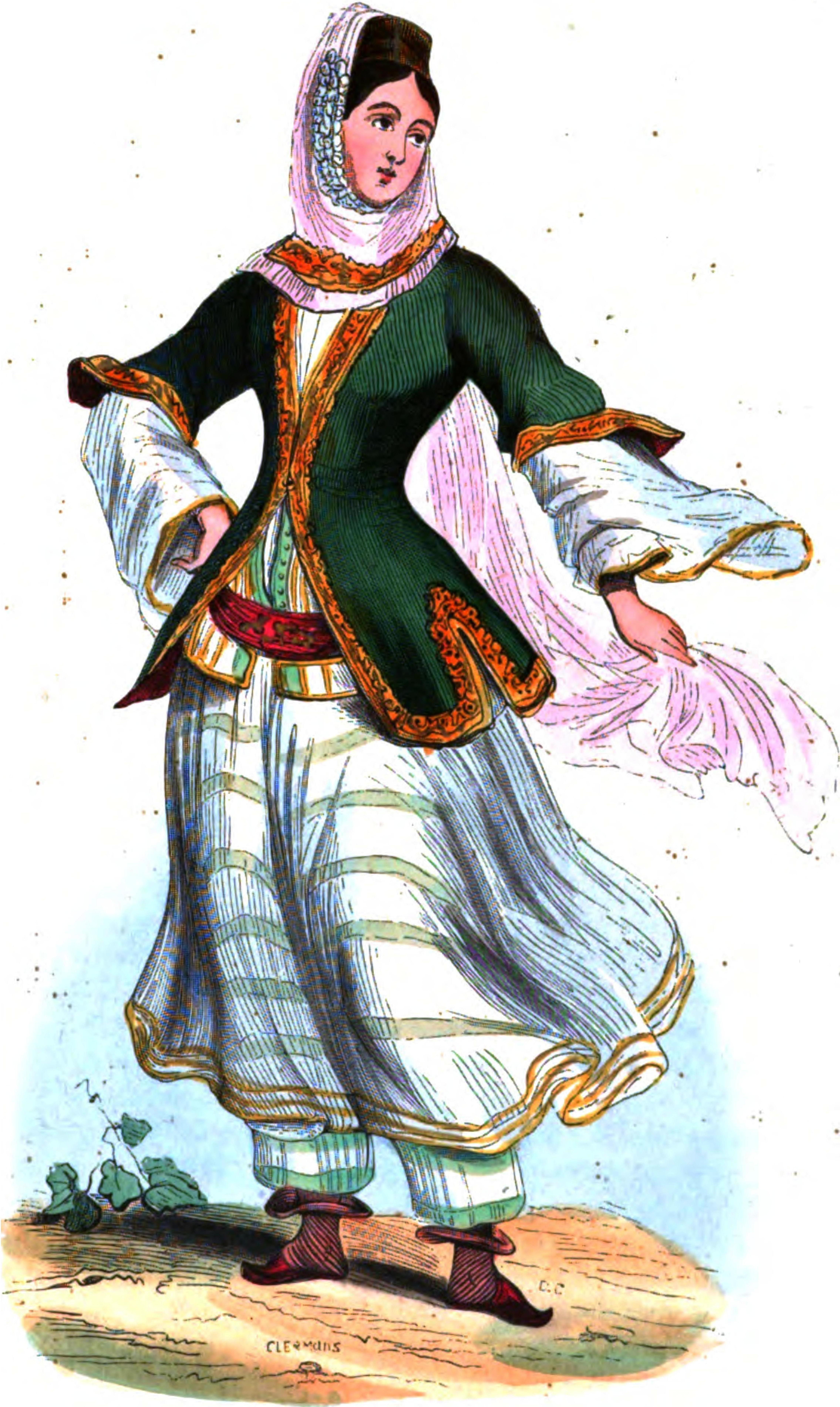
1843
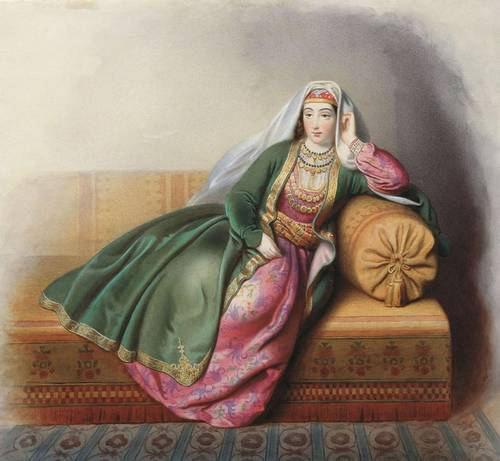